# Cridersville

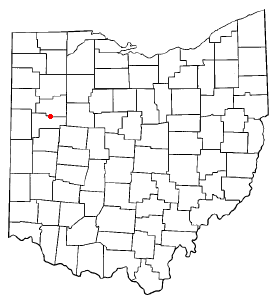
Cridersville na planie stanu Oho

Cridersville – wieś w USA, w stanie Ohio. Aktualnie (2014) burmistrzem wsi jest  Lorali Myers.
Liczba mieszkańców w 2010 roku wynosiła 1852, a w roku 2012 wynosiła 1843.